# Giovanni Falcone

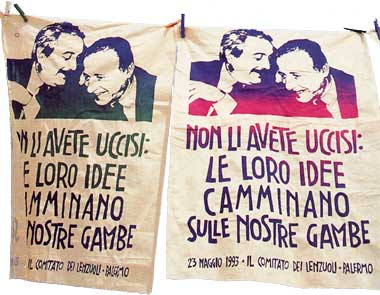
Fulletons en solidaritat amb Giovanni Falcone i Paolo Borsellino.

Giovanni Salvatore Augusto Falcone (Palerm, Itàlia, 18 de maig de 1939 - Capaci, Itàlia, 23 de maig de 1992) fou un jutge italià, especialitzat a perseguir els crims de la Cosa Nostra siciliana.
Falcone fou un dels principals magistrats d'un macroprocés judicial que, promogut pel Pool Antimafia a mitjans dels anys 80, portà a la presó centenars de persones relacionades amb la màfia. El jutge, juntament amb la seva dona i tres escortes, fou assassinat per una gran càrrega de dinamita que la màfia col·locà sota l'autovia que uneix la ciutat de Palerm amb el seu aeroport. La seva mort es commemora anualment amb actes a Palerm.
Té una sala al seu honor al Tribunal de Sàsser.